# Арнем
Арнем (нід. Arnhem, МФА: [ˈɑrnɛm]), місто і муніципалітет, розташований у східній частині Нідерландів, на обох берегах р. Рейн, неподалік кордону з Німеччиною. Арнем — столиця провінції Гелдерланд; населення 167,6 тис. жителів. Місто розташоване близько 40 км на схід від Утрехта. Місто є частиною агломерації Арнем-Неймеген із населенням близько 740 тис. осіб.

## Історія

### Рання історія

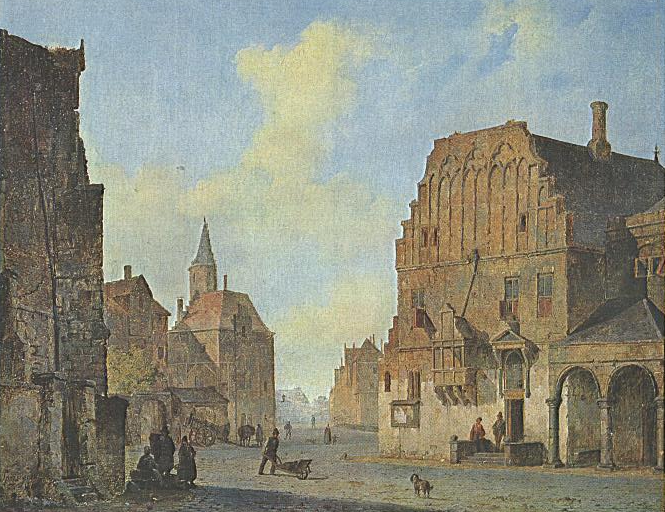
Стара ратуша

Найдавніші археологічні знахідки людської діяльності в районі Арнема — це два камені для розпалювання вогню, яким приблизно 70 000 років. Вони походять з кам'яної доби, коли на цій частині Європи жили неандертальці. У районі Схейтґрааф були виявлені залишки мисливського табору приблизно з 5000 року до нашої ери. У Схаарсбергені знайшли дванадцять могильних курганів, які датуються 2400 роком до нашої ери, що принесло так звану неолітичну революцію в район Арнема, яка означала появу землеробів.
Найдавніше поселення в Арнемі датується 1500 роком до нашої ери, сліди якого були знайдені на Гоґкампі, де зараз розташована вулиця Ван Гойєнстраат. У центрі міста, навколо Сінт-Янсбека, були знайдені сліди поселення, що датуються приблизно 700 роком до нашої ери, тоді як перші сліди на південь від Рейну в районі Схейтґрааф датуються приблизно 500 роком до нашої ери.
Хоча ранні сліди поселень свідчать про те, що перші мешканці Арнема спускалися з лісів на пагорбах, місто не було збудоване на берегах річки Рейн, а трохи вище вздовж Сінт-Янсбека. Арнем виник у місці, де розходилися дороги між Неймегеном і Утрехтом та Зютфеном. Сім струмків забезпечували місто водою, і тільки коли в 1530 році змінився потік Рейну, місто опинилося на річці.

### Середньовіччя
Арнем вперше згадується як Арнейм або Арентейм у 893 році. У 1233 році граф Отто II з Гельдерна, що походив із Зютфена, надав місту права міста, яке раніше належало абатству Прюм. Він оселився в місті та укріпив його. У 1443 році Арнем приєднався до Ганзейського союзу. У 1473 році місто було захоплене Карлом Сміливим з Бургундії.

### 16 та 17 століття
У 1514 році Карл Егмондський, герцог Гельдернський, забрав місто у герцогів Бургундських; у 1543 році воно перейшло до імператора Карла V. Як столиця так званого «Квартиру Велуве», Арнем приєднався до Утрехтської унії під час Вісімдесятирічної війни в 1579 році. Після його захоплення нідерландськими та англійськими військами у 1585 році, місто стало частиною Республіки семи об'єднаних провінцій Нідерландів. Французи окупували місто з 1672 до 1674 року.

### 18 та 19 століття
З 1795 до 1813 року місто знову було окуповане французами, спочатку революційними, а потім імперськими силами.
На початку 19 століття колишні укріплення майже повністю розібрали, щоб дати простір для розширення міста. Сьогодні Сабельспоорт (Шабельна брама) є єдиною частиною середньовічних стін, що збереглася.
У 19 столітті Арнем був витонченим курортним містом, відомим своєю мальовничою красою. Його називали «het Haagje van het oosten» («Маленька Гаага Сходу»), головним чином тому, що тут оселялися багаті колишні цукрові барони або плантатори з Ост-Індії, як і в Гаазі. Навіть зараз місто відоме своїми парками та зеленими зонами. Урбанізація на півночі, на пагорбистій місцевості, також досить незвична для Нідерландів.

### Друга світова війна
Під час німецької окупації окупанти керували філією концтабору Герцогенбуш у місті.

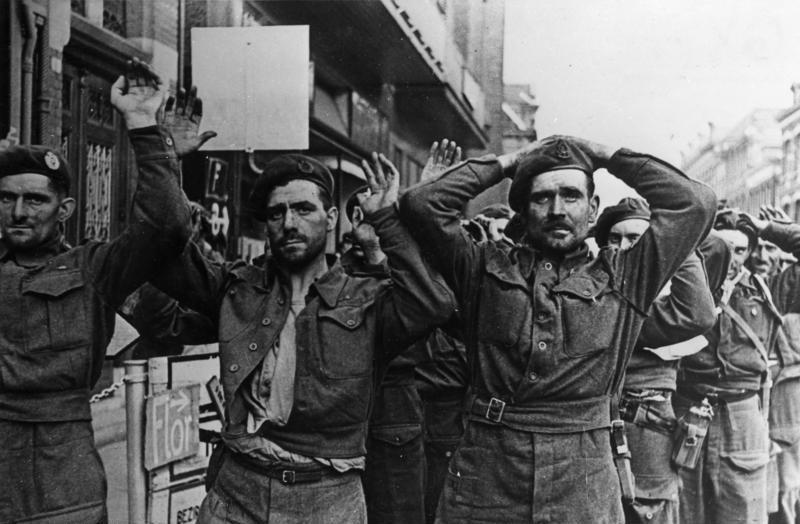
Битва за Арнем

Під час операції «Маркет-Ґарден» (вересень 1944 року) британській 1-й повітряно-десантній дивізії під командуванням генерал-майора Роберта Аркарта та 1-й окремій польській парашутній бригаді було доручено захопити міст в Арнемі.
17 вересня та пізніше в район були висаджені підрозділи планерної піхоти та парашутисти. Основна частина сил висадилася досить далеко від моста і так і не досягла своєї мети. Невеликий підрозділ британської 1-ї повітряно-десантної дивізії, 2-й парашутний батальйон під командуванням підполковника Джона Д. Фроста, зміг дістатися до мосту, але не зміг утримати обидві його сторони. Британські війська зіткнулися з потужним опором з боку 9-ї та 10-ї танкових дивізій СС, які базувалися в місті та навколо нього.

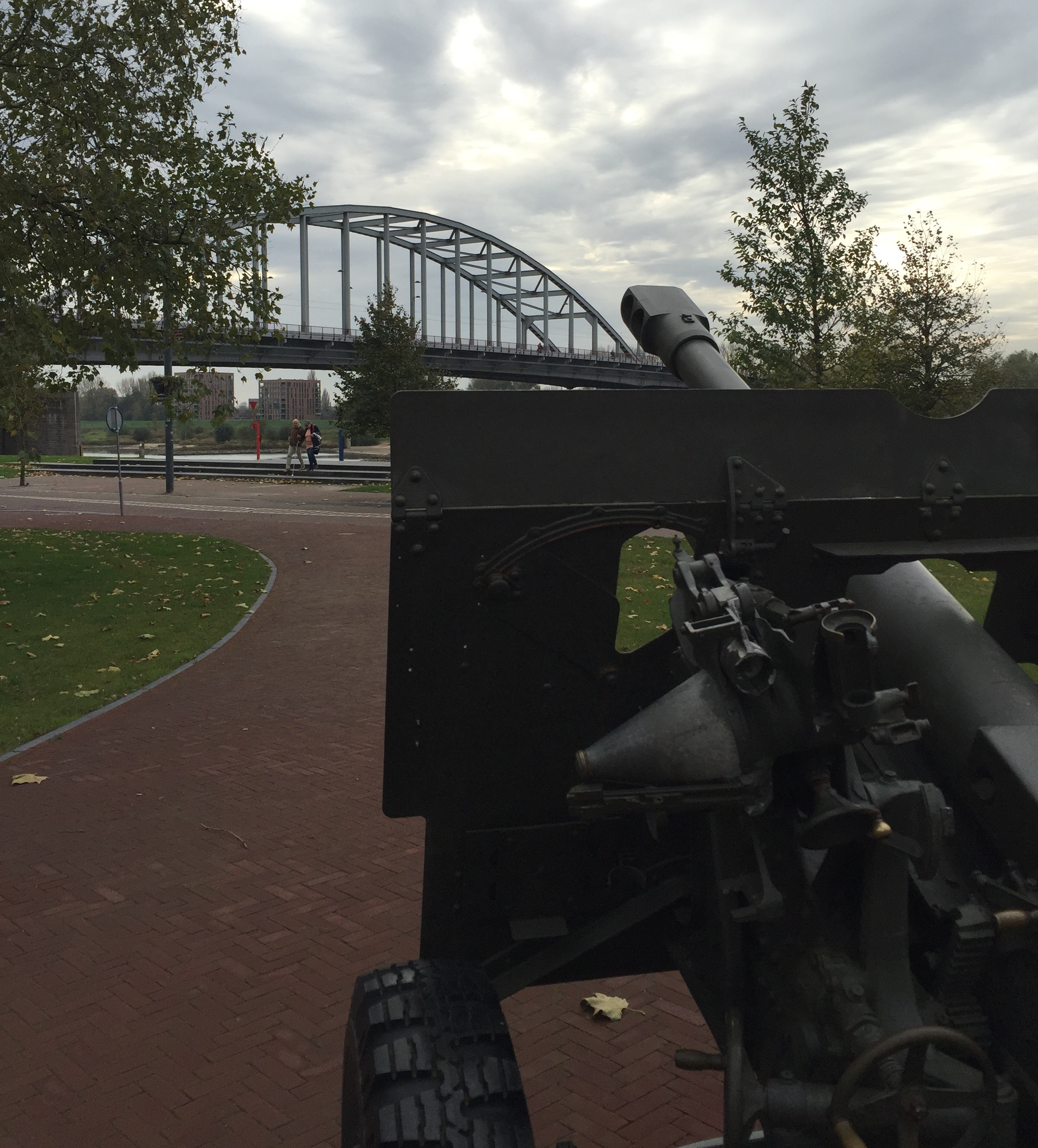
Міст Джона Фроста, вид з меморіалу десантних військ

Зрештою, британські сили на мосту вичерпали боєприпаси і були захоплені в полон 21 вересня, а повний відступ залишків військ відбувся 26 вересня. Ці події були показані у фільмі 1977 року «Міст надто далеко». (Сцени з мостом у фільмі знімали в Девентері, де був схожий міст через Ейссел, оскільки район навколо арнемського мосту надто змінився, щоб зображати Арнем часів Другої світової війни). Як данину поваги, відбудований міст був перейменований на «Міст Джона Фроста» на честь командира десантників. Офіційна церемонія вшанування відбувається 17 вересня.
Нинішній міст — третій майже ідентичний міст, збудований на тому ж місці. Перший міст був зруйнований нідерландською армією, коли німецька армія вторглася в Нідерланди в 1940 році. Другий міст був зруйнований повітряними силами США невдовзі після битви 1944 року.

### Звільнення Арнема
Друга битва за Арнем відбулася у квітні 1945 року, коли місто було звільнене британською 49-ю (Вест-Райдингською) піхотною дивізією, що воювала в складі Першої канадської армії. Мешканці міста, яких німці насильно евакуювали під час і після битви, повернулися влітку 1945 року. Відбудова Арнема тривала до 1969 року, коли її нарешті завершили.
Неподалік Арнема, в містечку Остербек, Комісія військових поховань Співдружності створила військовий цвинтар Арнем-Остербек, де знаходяться могили більшості загиблих під час вересневих висадок, а також багатьох загиблих у подальших боях у цьому районі.
Місто також було місцем проведення Літніх Паралімпійських ігор 1980 року.

## Географія

### Райони
Муніципалітет Арнем складається з міста Арнем і наступних навколишніх передмість та колишніх сіл:
- Елден, Нідерланди (колишнє село, тепер повністю оточене іншими районами Арнема)
- Схаарсберген

Арнем поділений на три округи та 24 райони. Кожен район має свій номер, який відповідає його поштовому індексу.
1. Арнем Центр (Binnenstad)
2. Арнем-Північ (Spijkerkwartier, Arnhemse Broek, Presikhaaf-West, Presikhaaf-East, St. Marten/Sonsbeek-Zuid, Klarendal, Velperweg, Alteveer en Cranevelt, Geitenkamp, Monnikenhuizen, Burgemeesterswijk/Hoogkamp, Heijenoord/Lombok, Klingelbeek)
3. Арнем-Південь (Malburgen-West, Malburgen-East (північ), Malburgen-East (південь), De Laar East/West, Vredenburg/Kronenburg, Elderveld, Rijkerswoerd, Schuytgraaf)

### Сусідні села
Зовнішні території наступних сіл межують безпосередньо з муніципалітетом Арнем, що означає, зокрема, що значна кількість їхніх мешканців походить з Арнема.
- Велп
- Остербек
- Дріл
- Елст
- Гюссен
- Волфгезе
- Розендал
- Вестерворт

### Близькість до кордону з Німеччиною
Місто знаходиться приблизно за 15 кілометрів від кордону з Німеччиною, і певною мірою найбільш західні села муніципалітету Елтен (Німеччина), виконують функцію «спальних районів» для людей, які працюють у нідерландському місті Арнем. Це частково пов'язано з імміграцією нідерландців з цього регіону, яких привабили нижчі ціни на житло відразу за кордоном.

### Клімат
В Арнемі спостерігається такий самий клімат (Cfb, океанічний клімат), як і в усіх Нідерландах; проте його розташування на підніжжі Велуве, найбільшого лісу в Нідерландах, сприяє дещо вищим показникам опадів.
| Клімат Делена, Арнем (1991−2020)                           | Клімат Делена, Арнем (1991−2020) | Клімат Делена, Арнем (1991−2020) | Клімат Делена, Арнем (1991−2020) | Клімат Делена, Арнем (1991−2020) | Клімат Делена, Арнем (1991−2020) | Клімат Делена, Арнем (1991−2020) | Клімат Делена, Арнем (1991−2020) | Клімат Делена, Арнем (1991−2020) | Клімат Делена, Арнем (1991−2020) | Клімат Делена, Арнем (1991−2020) | Клімат Делена, Арнем (1991−2020) | Клімат Делена, Арнем (1991−2020) | Клімат Делена, Арнем (1991−2020) |
| Показник                                                   | Січ.                             | Лют.                             | Бер.                             | Квіт.                            | Трав.                            | Черв.                            | Лип.                             | Серп.                            | Вер.                             | Жовт.                            | Лист.                            | Груд.                            | Рік                              |
| Абсолютний максимум, °C                                    | 14,5                             | 19,5                             | 24,6                             | 29,4                             | 31,9                             | 34,2                             | 39,2                             | 37,2                             | 32,7                             | 26,4                             | 19,5                             | 15,2                             | 39,2                             |
| Середній максимум, °C                                      | 5,4                              | 6,5                              | 10,3                             | 14,9                             | 18,6                             | 21,3                             | 23,4                             | 23,0                             | 19,4                             | 14,5                             | 9,3                              | 6,0                              | 14,4                             |
| Середня температура, °C                                    | 2,9                              | 3,2                              | 5,9                              | 9,6                              | 13,3                             | 16,1                             | 18,1                             | 17,7                             | 14,5                             | 10,5                             | 6,4                              | 3,5                              | 10,1                             |
| Середній мінімум, °C                                       | 0,0                              | 0,0                              | 1,6                              | 3,8                              | 7,5                              | 10,4                             | 12,6                             | 12,3                             | 9,8                              | 6,6                              | 3,3                              | 0,9                              | 5,7                              |
| Абсолютний мінімум, °C                                     | −24,2                            | −23,2                            | −17                              | −9,4                             | −4,5                             | −0,9                             | 2,0                              | 2,4                              | −0,9                             | −6,5                             | −9,9                             | −18,4                            | −24,2                            |
| Середня кількість сонячних годин на місяць                 | 62,7                             | 86,7                             | 135,8                            | 181,6                            | 205,1                            | 196,2                            | 203,2                            | 188,3                            | 148,7                            | 115,9                            | 66,7                             | 53,5                             | 1644,4                           |
| Норма опадів, мм                                           | 79.5                             | 63.7                             | 60.7                             | 43.8                             | 62.9                             | 69.1                             | 86.5                             | 83.9                             | 73.8                             | 73.3                             | 79.5                             | 91.3                             | 868.0                            |
| Вологість повітря, %                                       | 88.8                             | 85.5                             | 80.0                             | 72.8                             | 72.5                             | 74.5                             | 75.7                             | 77.5                             | 82.5                             | 86.6                             | 90.9                             | 90.8                             | 81.5                             |
| ---------------------------------------------------------- | -------------------------------- | -------------------------------- | -------------------------------- | -------------------------------- | -------------------------------- | -------------------------------- | -------------------------------- | -------------------------------- | -------------------------------- | -------------------------------- | -------------------------------- | -------------------------------- | -------------------------------- |
| Джерело: Королівський метеорологічний інститут Нідерландів |                                  |                                  |                                  |                                  |                                  |                                  |                                  |                                  |                                  |                                  |                                  |                                  |                                  |

## Населення

### Національний склад
| Нідерландці           | 64.2% |
| ЄС                    | 8.9%  |
| Турки                 | 5.2%  |
| Індонезійці           | 3.4%  |
| Марокканці            | 2.4%  |
| Суринамці             | 2.1%  |
| Карибські нідерландці | 2.1%  |
| Інші                  | 11.7% |

## Цікаві місця

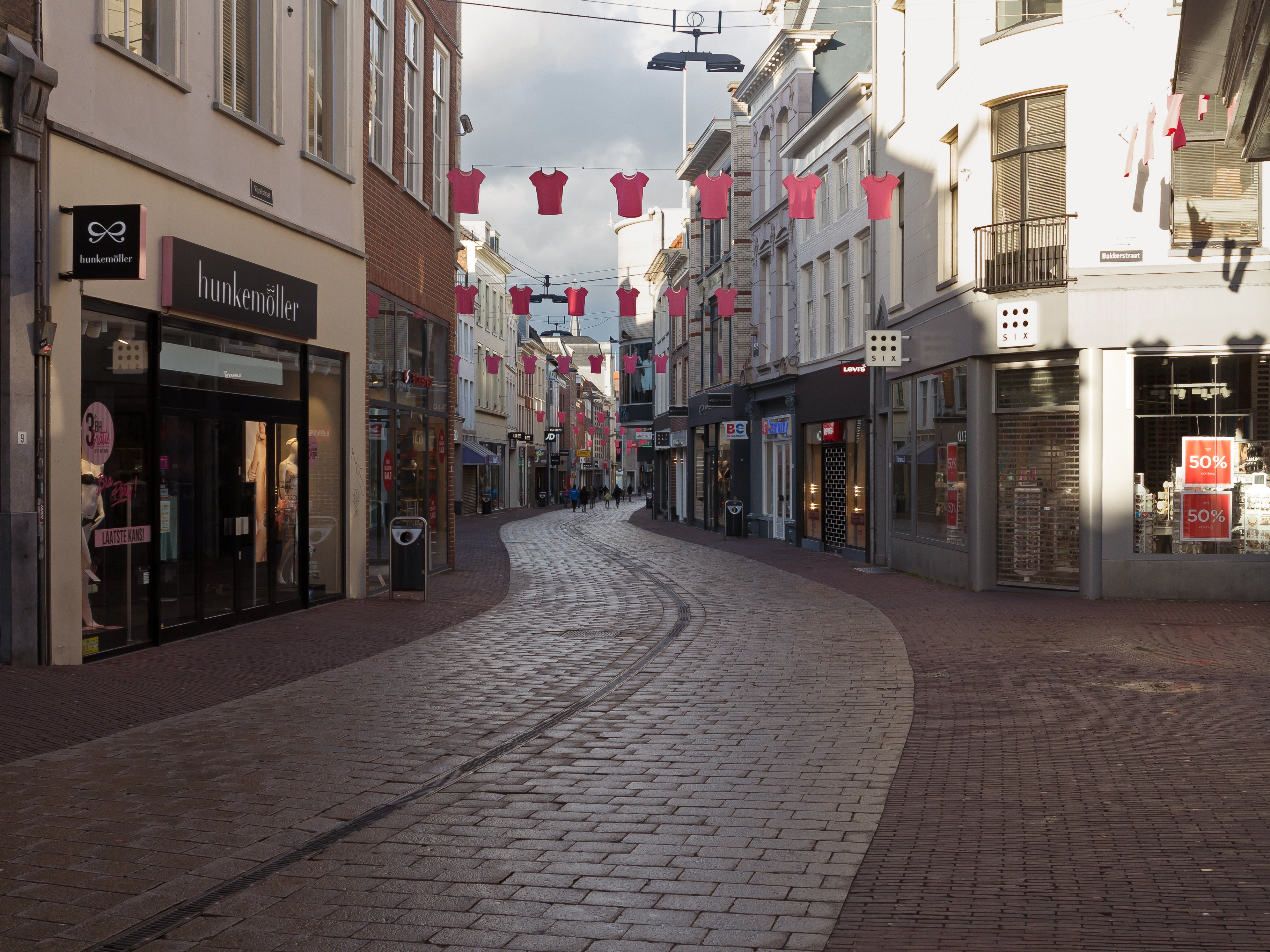
Центр міста

Гроте Керк (нід. Sint-Eusebius Kerk, Eusebiuskerk — Церква св. Евсевія), збудована в 1452–1560 роках, втратила більшу частину своєї вежі під час Другої світової війни, частина якої була відновлена в сучасному стилі й відкрита в 1964 році. Офіційно вежа не є частиною церкви й належить муніципалітету.
Будинок Маартена ван Россума, генерала на службі герцога Карла ван Гелре, є ратушею з 1830 року: через сатирів у його ренесансному орнаменті він отримав назву Duivelshuis (диявольський будинок). Нідерландський музей під відкритим небом розташований за межами міста. Він включає старовинні будинки, ферми, фабрики та вітряки з різних частин Нідерландів. Два інші вітряки знаходяться в самому Арнемі: De Hoop та De Kroon.
Королівський зоопарк Бургерса в Арнемі — один із найбільших і найвідвідуваніших зоопарків у Нідерландах. Він включає підводний тунель, пустелю, мангрові зарості та тропічний ліс. GelreDome, домашня арена футбольного клубу Вітессе Арнем з Ередивізі, є унікальним об'єктом, який має висувне поле та дах, що може складатися. Цю концепцію було повністю повторено на Фельтінс-Арені в Гельзенкірхені, Німеччина, та Стейт Фарм Стедіумі у Глендейлі, Арізона, США, а частково — на Саппоро Доумі в Японії (з висувним полем, але стаціонарним дахом).
Вежа KEMA (раніше відома як вежа керування SEP) є найвищою спорудою міста. Це телевізійна вежа заввишки 140 метрів.

### Парки

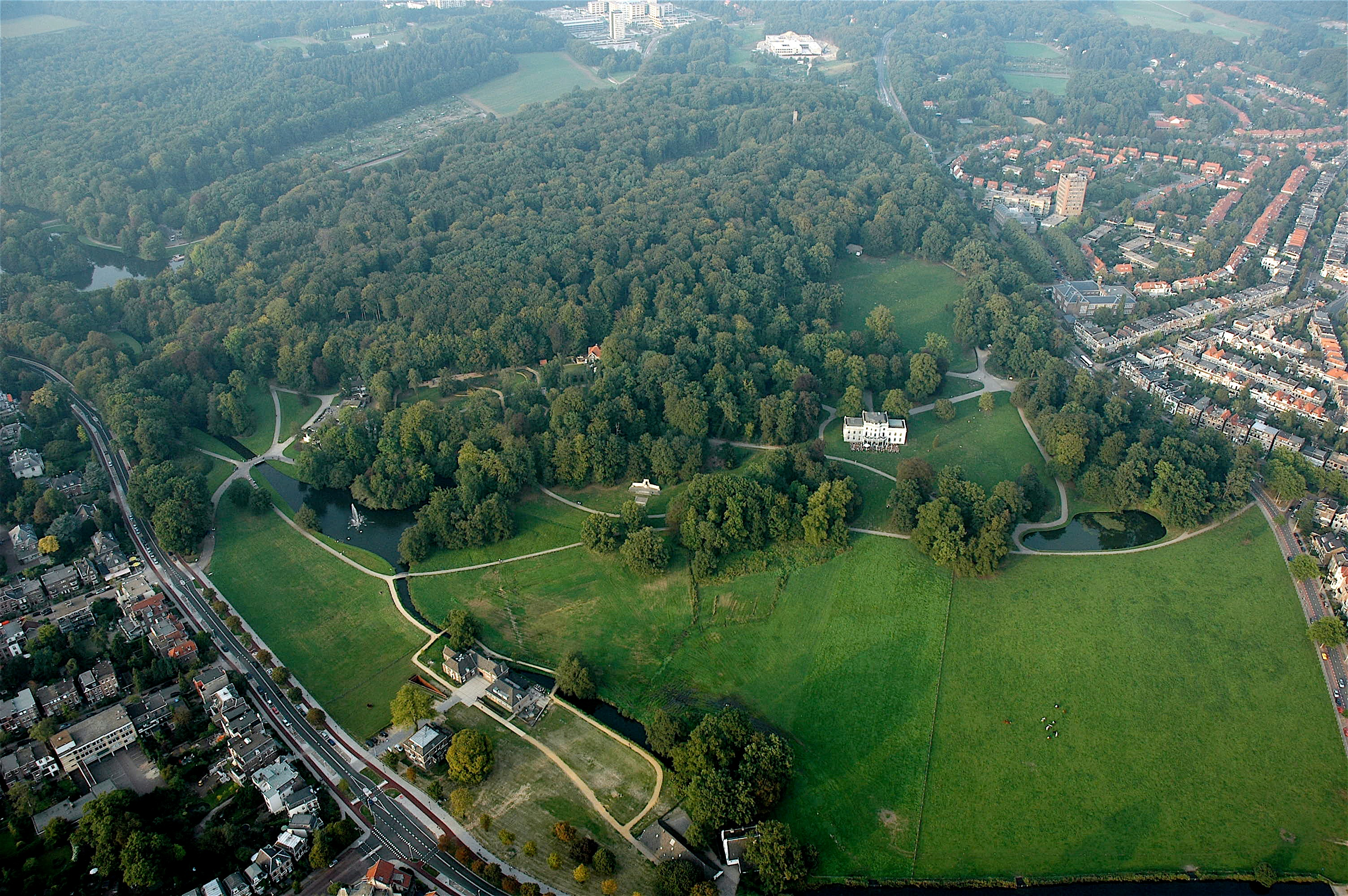
Парк Сонсбек (міський парк)
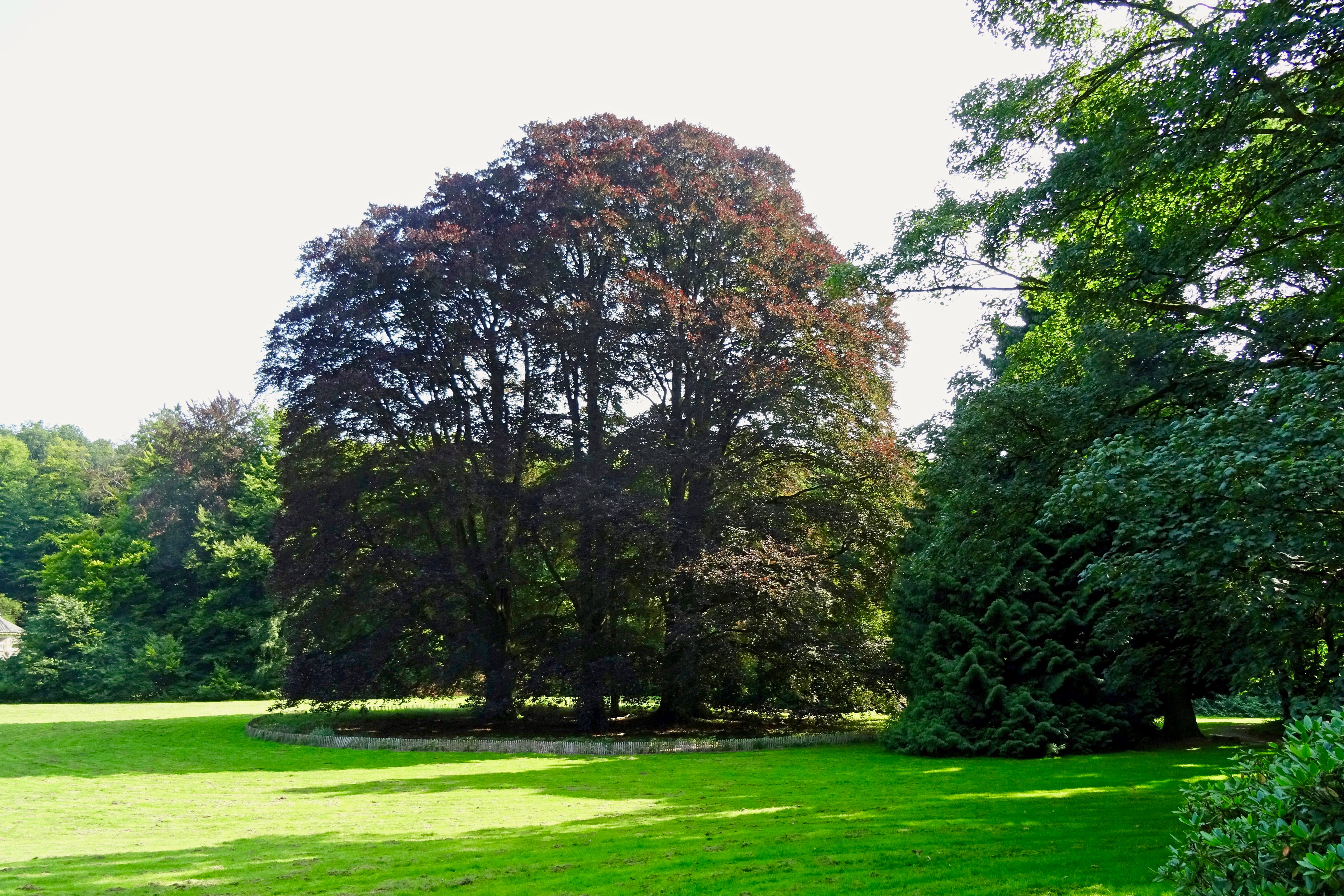
Парк Зіпендаль
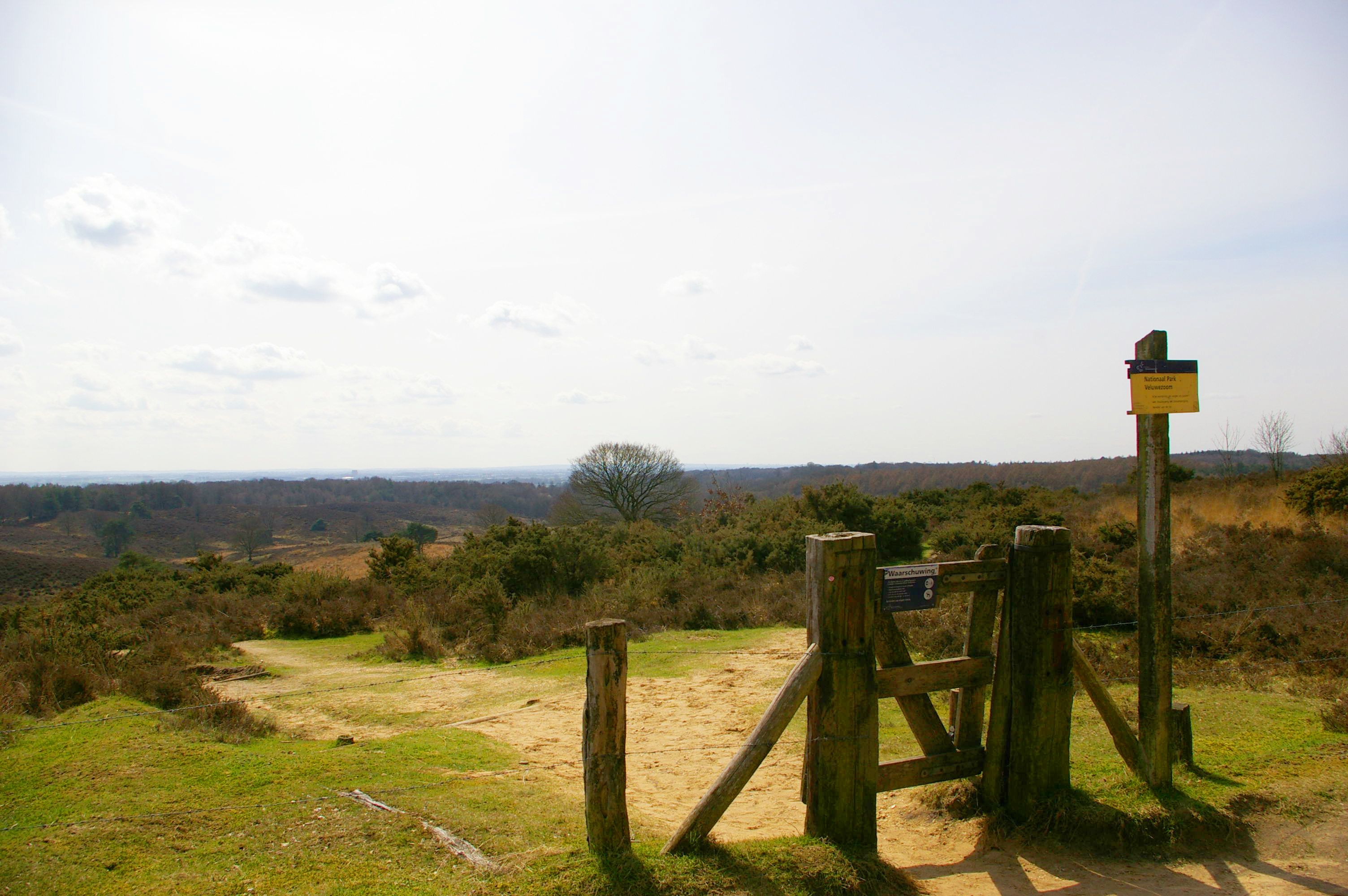
Національний парк Велювезом
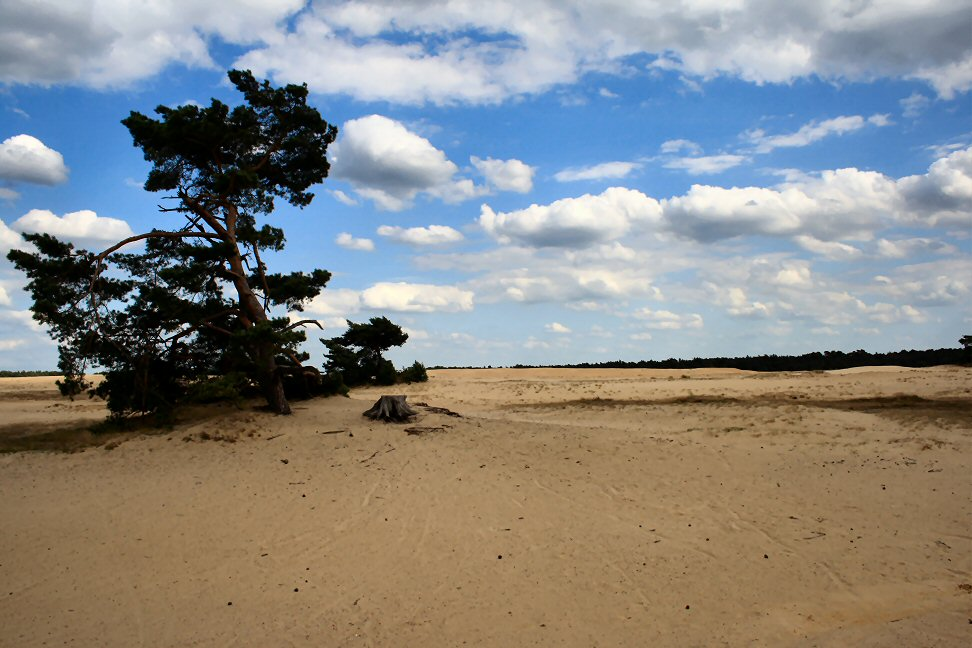
Національний парк Гоґе Велюве

### Музеї

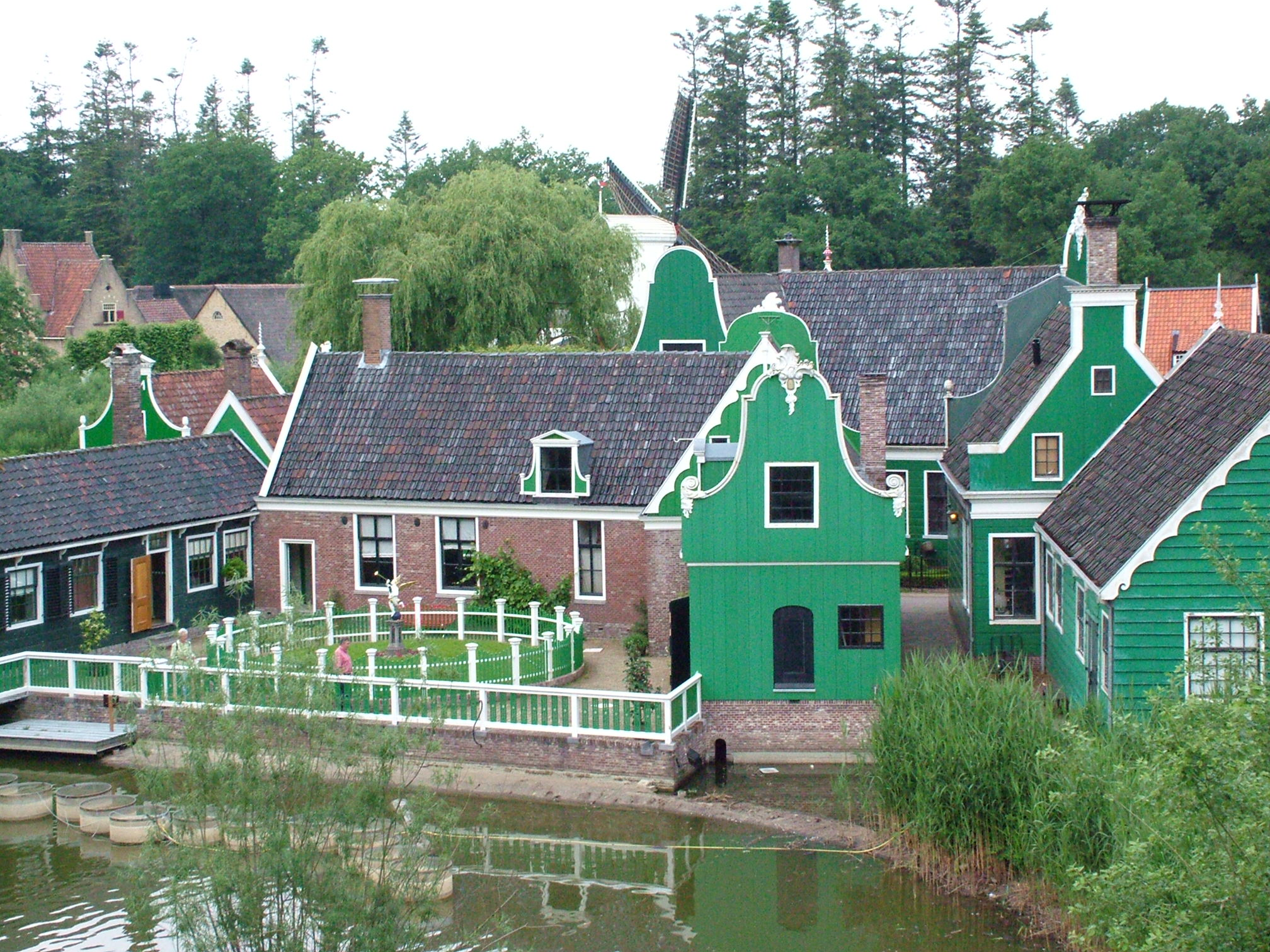
Нідерландський музей під відкритим небом
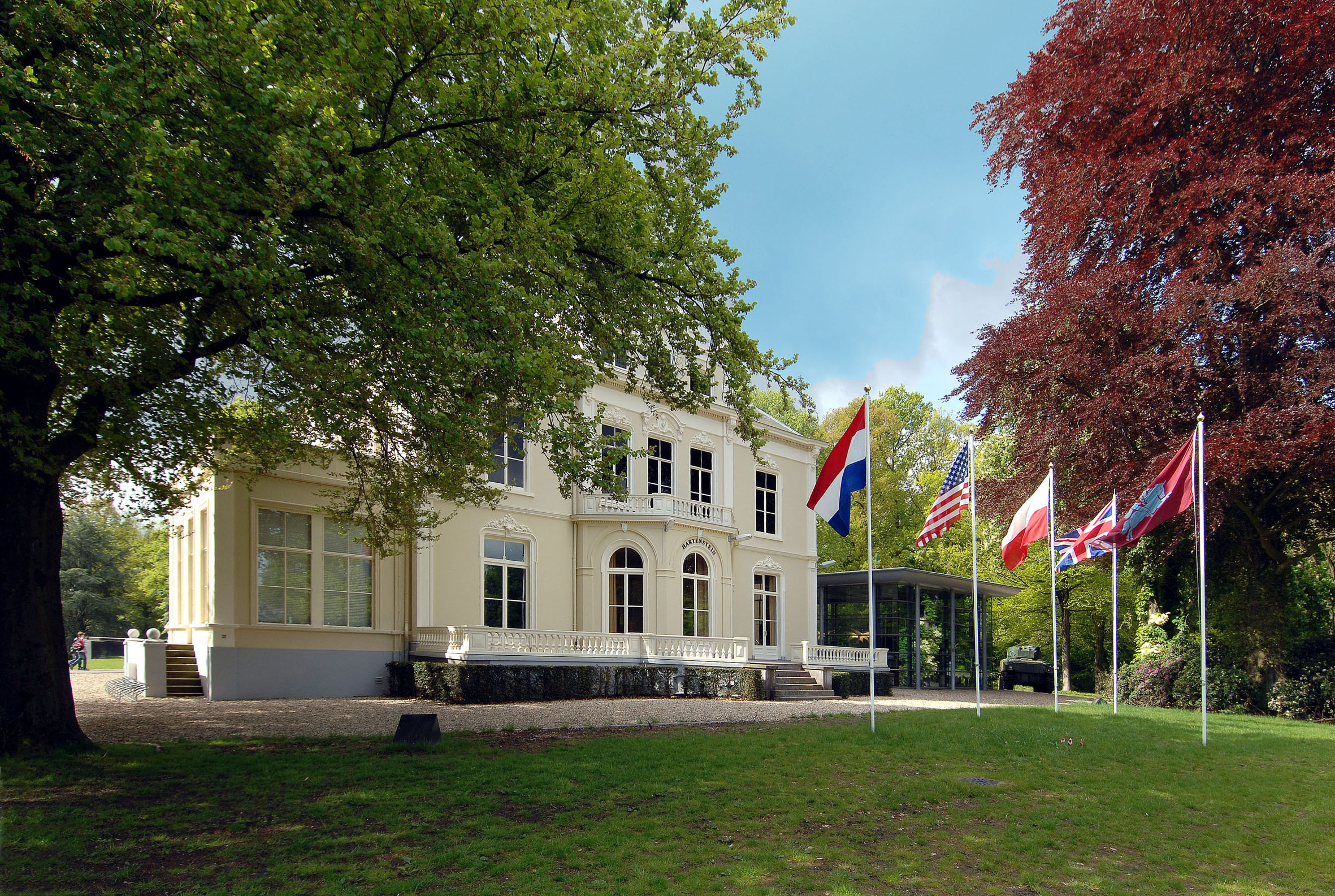
Повітряно-десантний музей «Гартенштайн»
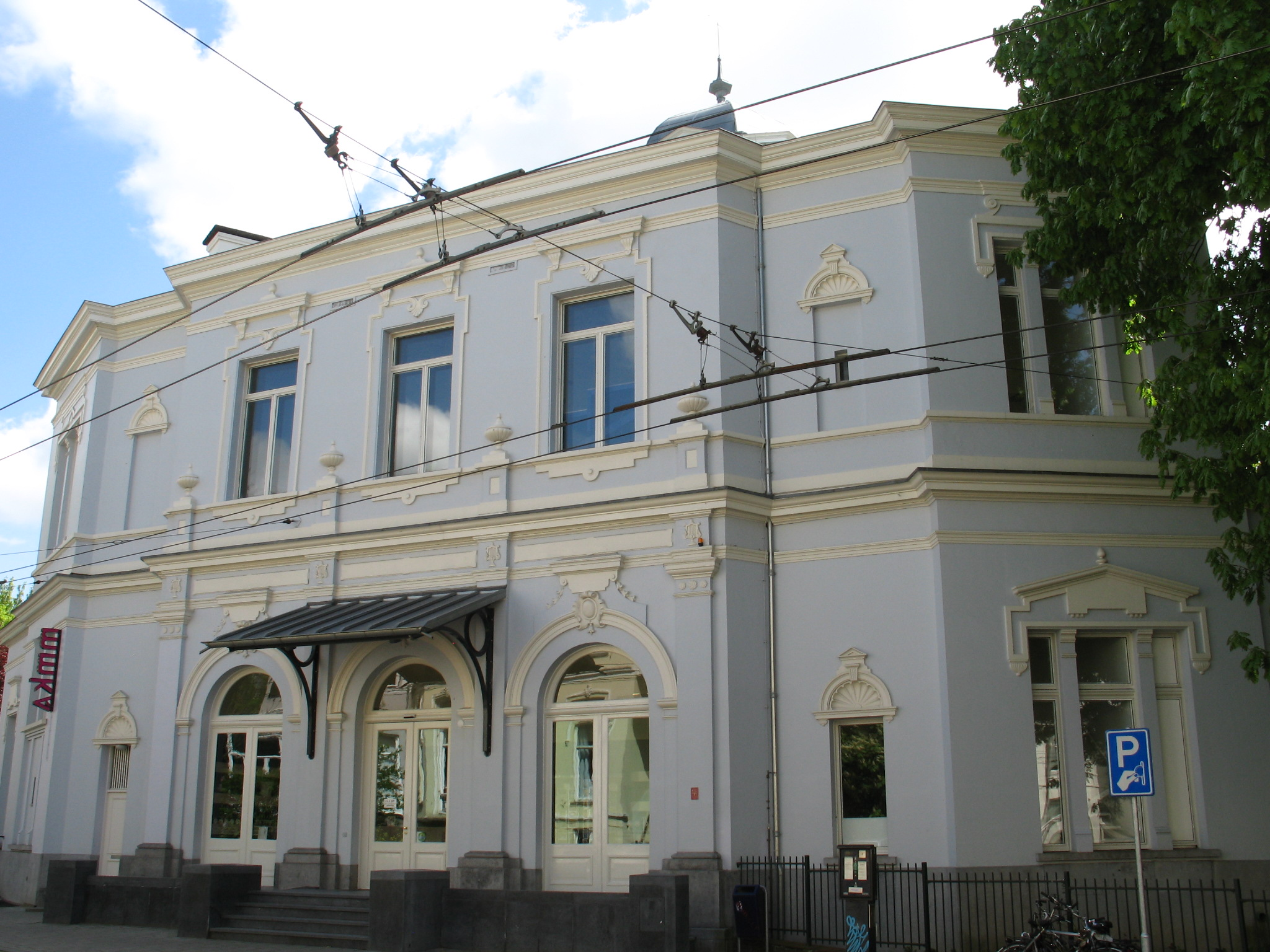
Міський музей
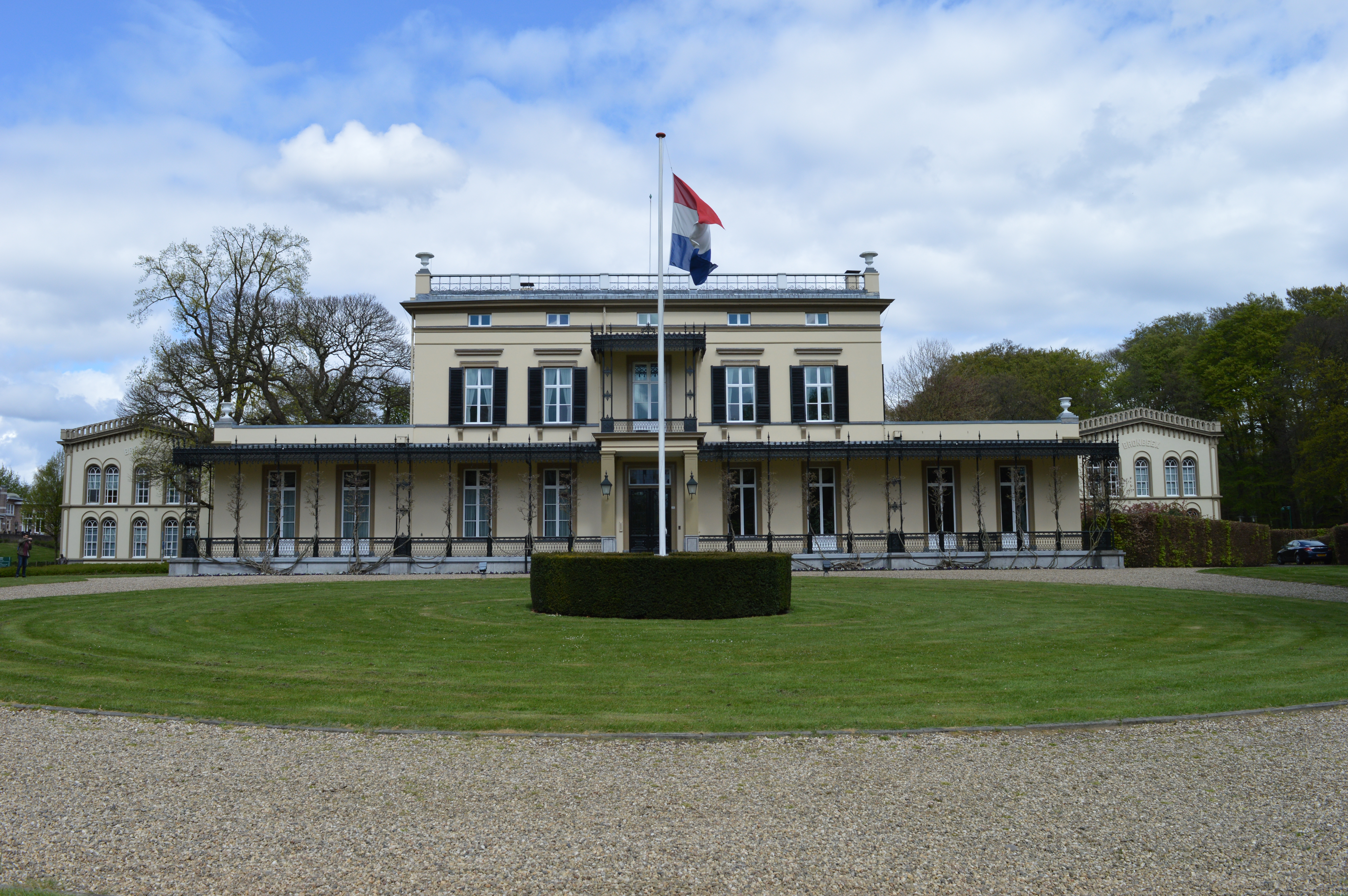
Музей Бронбек

### Будівлі та локації

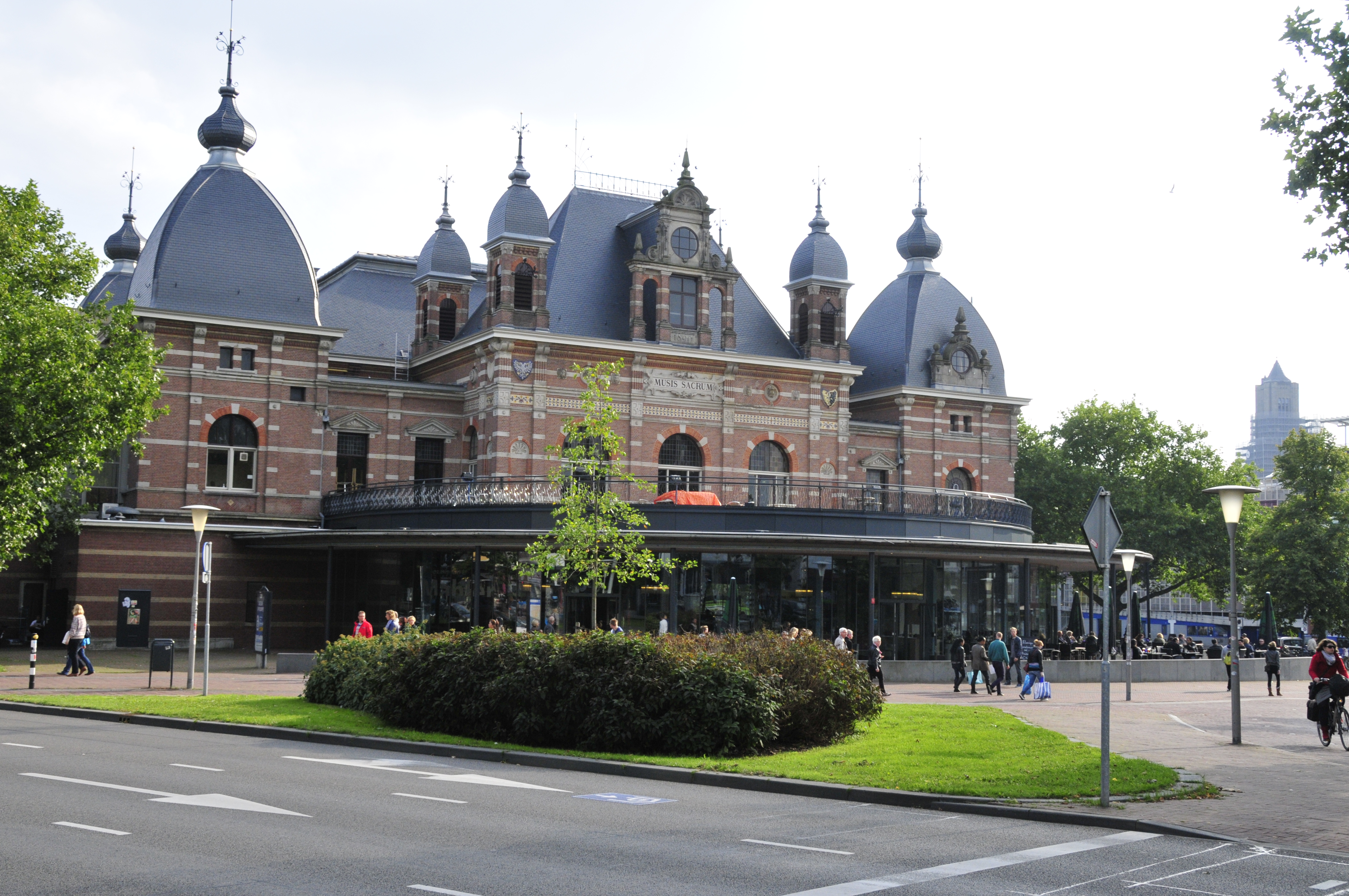
Musis Sacrum
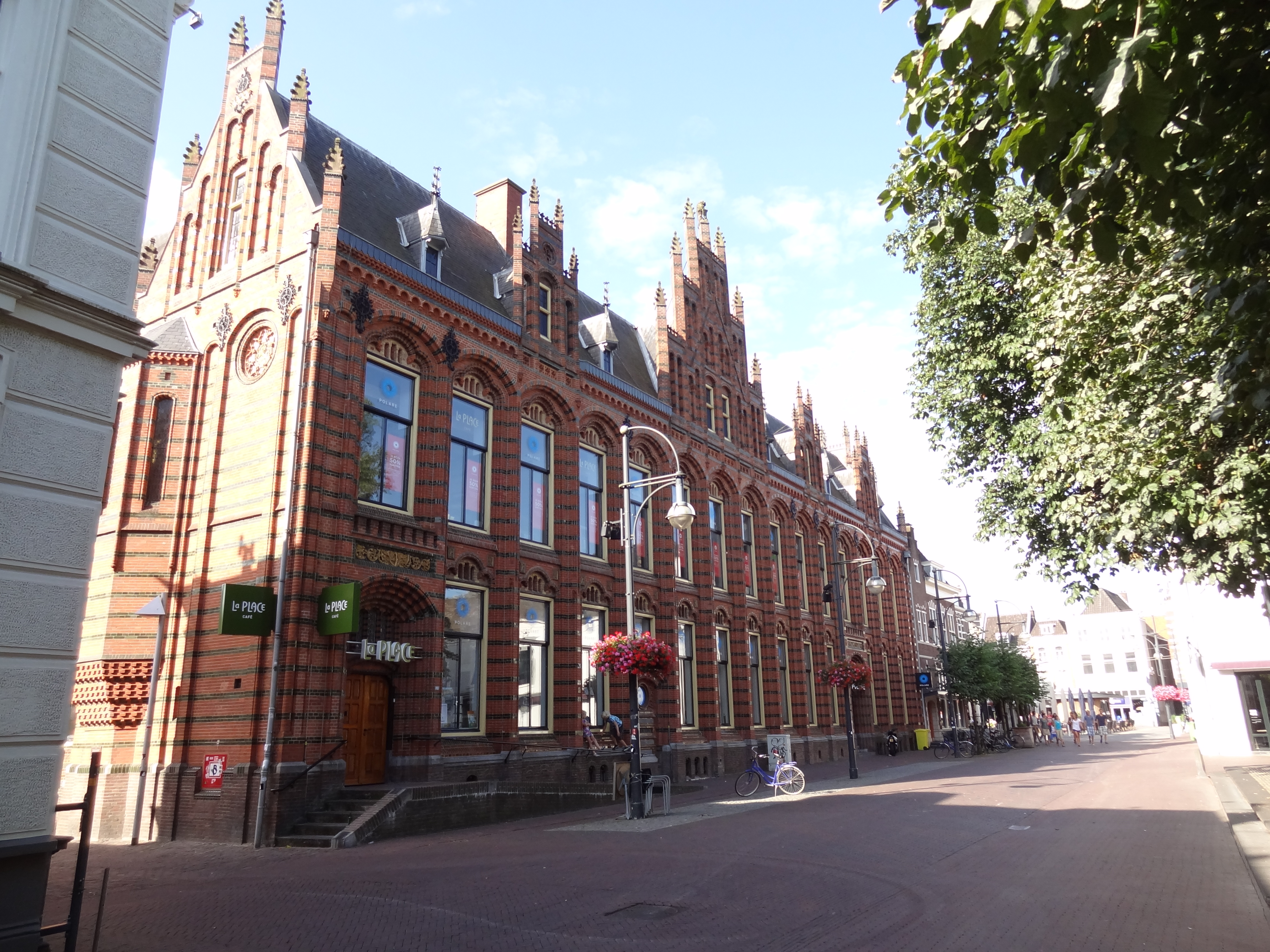
Центр Арнема
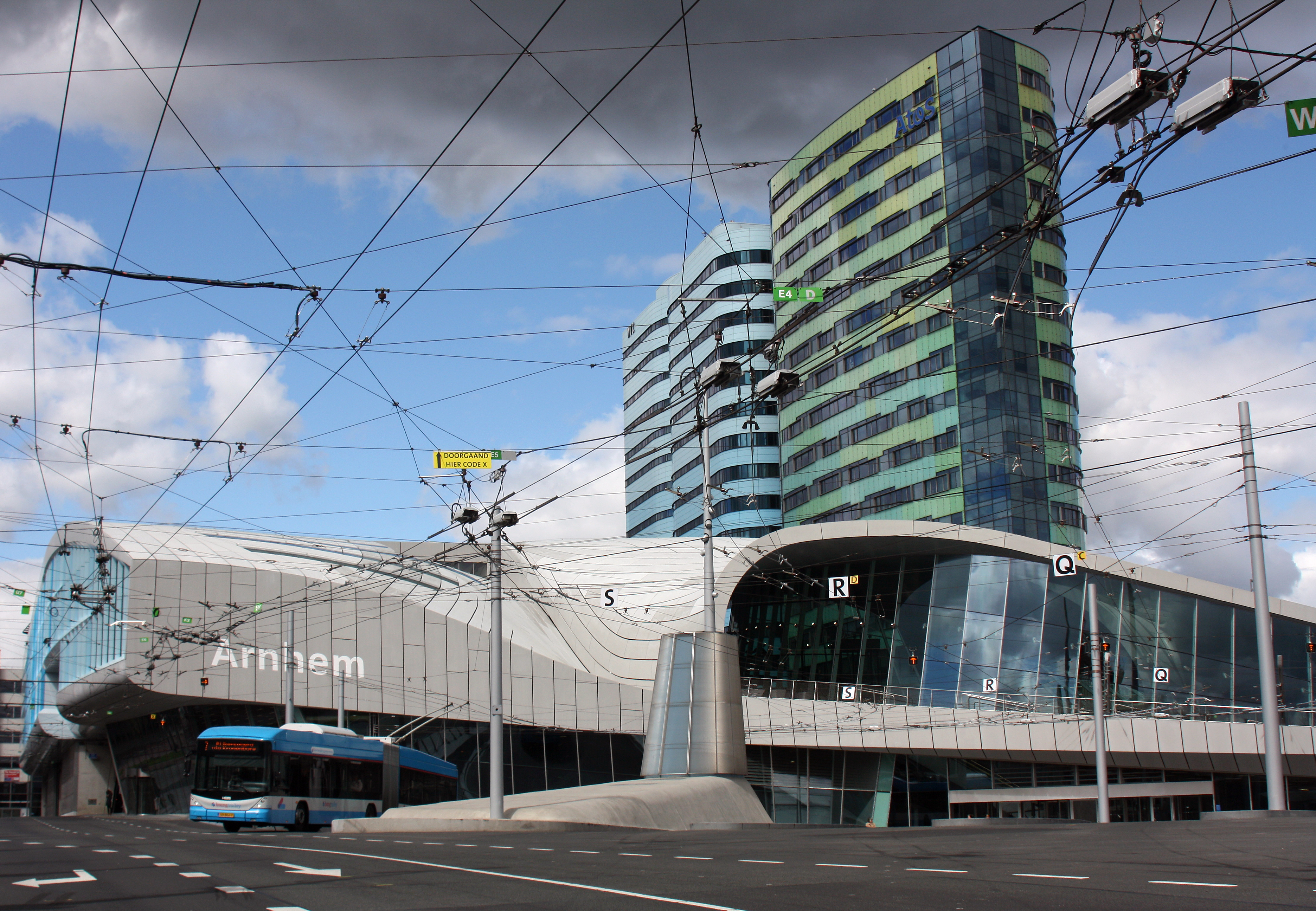
Центральна станція
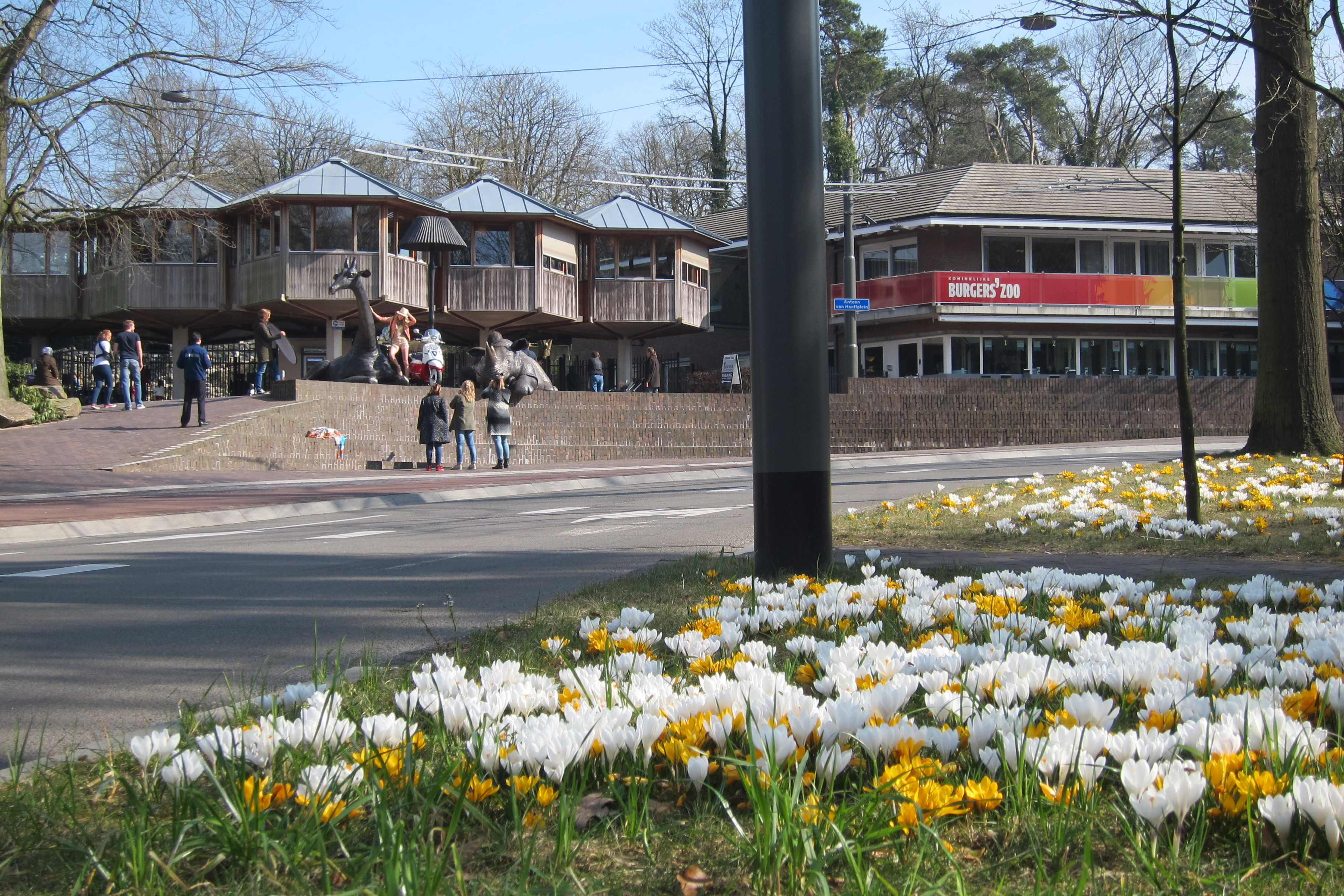
Burgers Zoo

## Транспорт

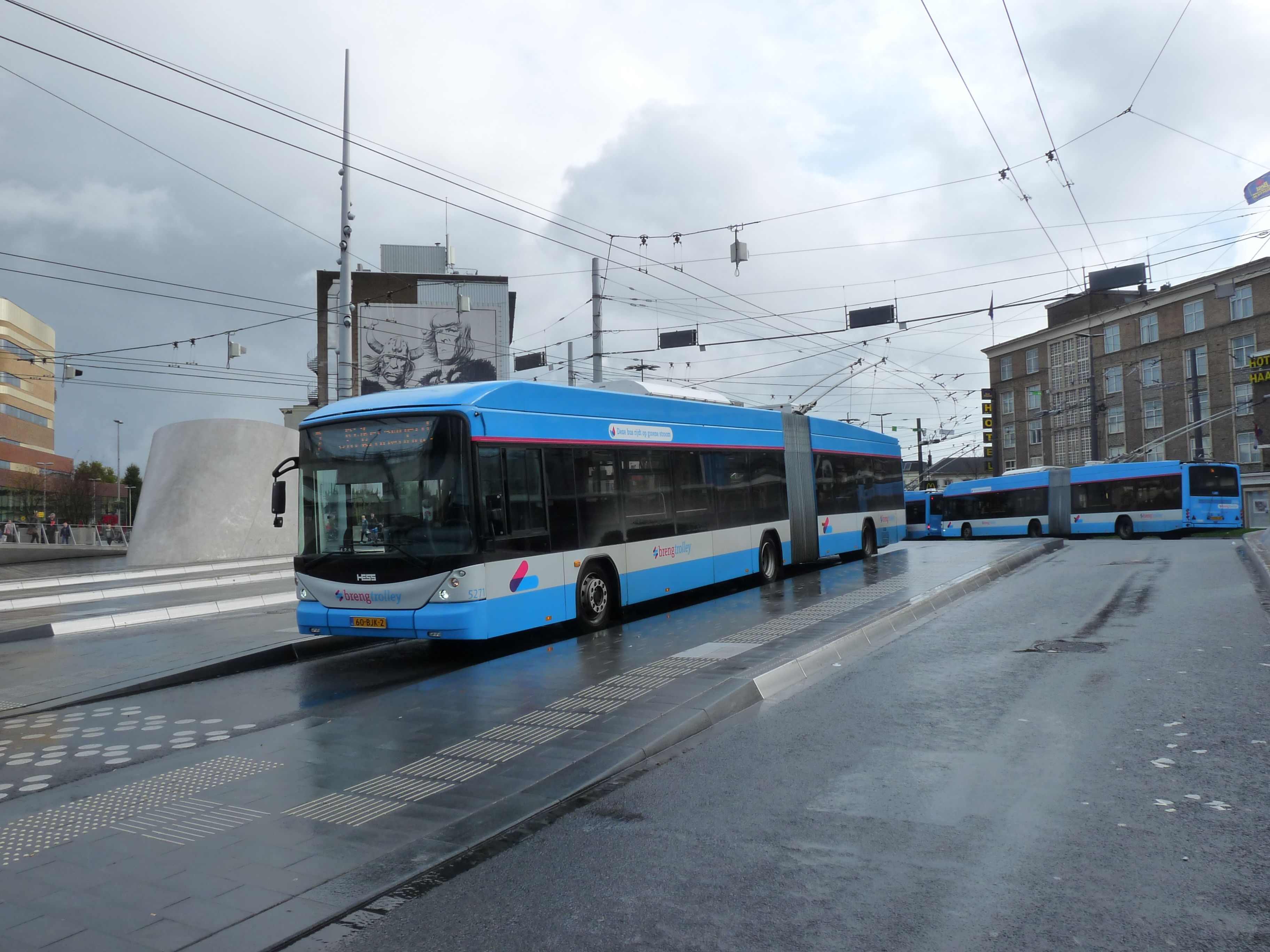
Тролейбус в Арнемі

Залізничну станцію було відкрито у 1845 році разом із залізницею Амстердам — Еммеріх. Арнем є транспортним вузлом на перетині залізничних шляхів: Амстердам — Дюссельдорф та Зволле — Розендал. Окрім головного вокзалу Арнем має три інші залізничні станції: Арнем Фелперпорт (Arnhem Velperpoort) (1953), Арнем Пресікхаф (Arnhem Presikhaaf) (1969) та Арнем Південь (Arnhem Zuid) (2005).
KLM забезпечує автобусне сполучення від залізничної станції до аеропорту Схіпхол для своїх клієнтів.
Громадський транспорт в Арнемі характеризується місцевою тролейбусною мережею, яка є єдиною такою, що залишилася в Бенілюксі, і однією з найбільших у Західній Європі. З 1880 по 1944 рік у місті діяла трамвайна мережа, але після Другої світової війни трамваї більше не використовуються. З 1949 року Арнем перейшов на тролейбуси. Хоча для інших міських маршрутів і регіонального автобусного сполучення використовуються автобуси на природному газі, основні міські автобусні лінії Арнема обслуговуються тролейбусами. Від центральної станції Арнема тролейбуси курсують по всьому місту та до Велпа. Автобусна станція розташована на площі Stationsplein біля центрального вокзалу в центрі міста. З середини грудня 2009 року автобуси отримали новий стиль і курсують під назвою Breng.
Арнем має власну авіабазу: авіабаза Делен, яка знаходиться трохи на північ від міста. Комплекс був побудований незадовго до Першої світової війни і значно розширений німецькими окупантами під час Другої світової війни. Після звільнення він став авіабазою Королівських повітряних сил. З 1995 року Делен використовується лише під час навчань. Інший аеродром — Національний центр планеризму Терлет. Окрім кількох планерних клубів, на аеродромі розташований сервісний центр Терлет, де можна провести технічне обслуговування та огляд планерів.

## Економіка

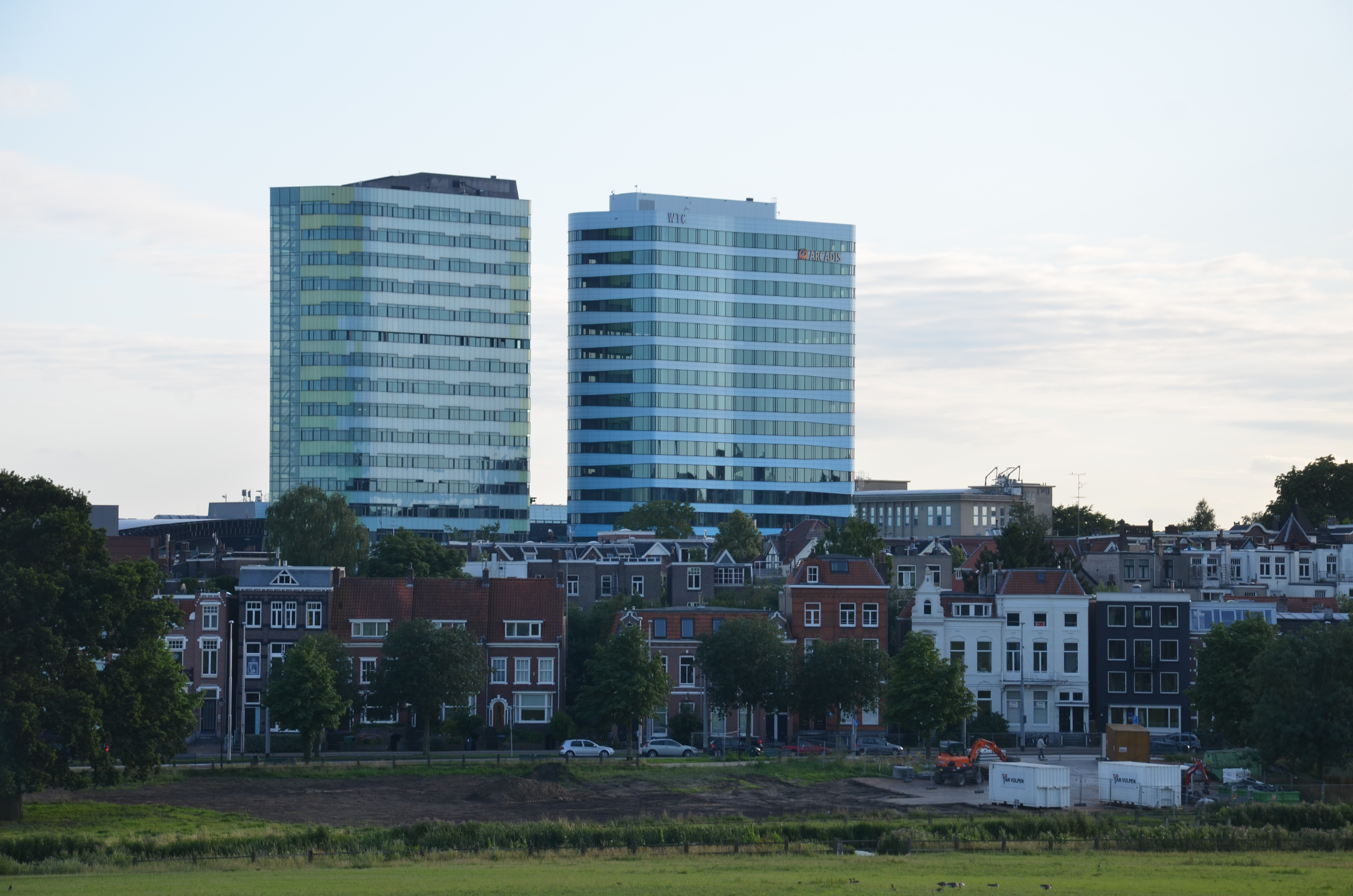
Всесвітній торговий центр (WTC)

У місті виробляються хімікати, фармацевтичні матеріали, сіль (AkzoNobel).
Арнем є восьмим містом у Нідерландах, де відкрито відділення Всесвітнього торгового центру (WTC). Воно розташоване біля центрального вокзалу в блакитній вежі «Рейнторен».

## Спорт
В місті базується професійний футбольний клуб «Вітессе». Домашні матчі проводить на стадіоні «ГелреДом», що здатний вмістити 25 500 глядачів.

## Уродженці
- Шак Албертс (*1926 — †1997) — нідерландський футболіст, захисник.
- Нікі Гофс (*1983) — нідерландський футболіст, півзахисник, згодом — футбольний тренер.
- Тео Брейнс (1929—1993) — нідерландський піаніст і композитор.
- Лінда Ваґенмакерс — голландська співачка, акторка, учасниця Євробачення-2000
- Йоріс ван дер Гаген (1615—1669) — нідерландський художник-пейзажист.
- Гендрік Лоренц — фізик, нобелівський лауреат.
- Ноа Потховен (2001—2019) — голландська активістка, письменниця.
- Тео Янссен (*1981) — нідерландський футболіст, півзахисник.

## Міста-побратими
Арнем, як і багато сучасних міст має економічні, культурні та інші зв'язки з містами-побратимами. Містами-побратимами Арнема є:
- Ковентрі, Англія, Велика Британія
- Кройдон (боро), Англія, Велика Британія
- Гера, Німеччина
- Градець-Кралове, Чехія
- Кімберлі, Південно-Африканська Республіка
- Вілла-ель-Сальвадор, Перу
- Ухань, КНР